# Кирилловский сельсовет (Башкортостан)
Кирилловский сельсовет — муниципальное образование в Уфимском районе Башкортостана.
Административный центр — деревня Кириллово.

## История
Согласно «Закону о границах, статусе и административных центрах муниципальных образований в Республике Башкортостан» имеет статус сельского поселения.

## Население
| 2002  | 2009  | 2010  | 2012  | 2013  | 2014  | 2015  |
| ----- | ----- | ----- | ----- | ----- | ----- | ----- |
| 1704  | ↘1340 | ↗1557 | ↗1652 | ↗2081 | ↗2626 | ↗2973 |
| 2016  | 2017  | 2018  |       |       |       |       |
| ↗3299 | ↗3460 | ↗3660 |       |       |       |       |

## Состав сельского поселения
| № | Населённый пункт | Тип населённого пункта          | Население |
| - | ---------------- | ------------------------------- | --------- |
| 1 | Кириллово        | деревня, административный центр | ↗773      |
| 2 | Грибовка         | деревня                         | ↗316      |
| 3 | Дорогино         | деревня                         | ↗3113     |
| 4 | Рождественский   | деревня                         | ↗95       |
| 5 | Светлая          | деревня                         | ↘93       |
| 6 | Тауш             | деревня                         | ↘55       |